# Antoine Nicolas Duchesne
Antoine Nicolas Duchesne ( 7 de octubre de 1747, Versalles - 18 de febrero de 1827) fue un agrónomo y botánico francés .
Era hijo de Antoine Duchesne, preboste (superintendente) de edificios del castillo de Versalles. Es allí donde descubre la botánica y la jardinería y se interesa particularmente en las fresas, llegando a reunir, en el jardín botánico del Trianón, una importante colección. Acompaña a Gran Bretaña al abate Nolin (o Nollin), director de las huertas del Rey.
Con la Revolución, deviene profesor de historia natural en la Escuela Central de Seine-et-Oise y en la Escuela Militar de Saint-Cyr (Pritaneos de Saint-Cyr). Termina sa carrera como censor en el Liceo de Versalles.

## Honores
El género botánico Duchesnea, de la familia de las Rosaceae que portan fresas, fue dedicado en su honor.

## Algunas publicaciones
- Voyage de Antoine-Nicolas Duchesne Au Havre Et En Haute-Normandie, 1762. Reeditó 	Hachette Livre, Bnf, 94 p. (2016) ISBN 2013630115, ISBN 9782013630115

- Manuel de botanique, contenant les propriétés des plantes utiles (1764)

- Essai sur l’histoire naturelle des courges paru dans l’Encyclopédie méthodique de Jean-Baptiste de Lamarck (1744-1829) (1764)

- Histoire naturelle des fraisiers contenant les vues d'économie réunies à la botanique et suivie de remarques particulières sur plusieurs points qui ont rapport à l'histoire naturelle générale Didot joven, 442 p. París (1766)

- Le Jardinier prévoyant, contenant par forme de tableau, le rapport des opérations journalières avec le temps des récoltes successives qu'elles préparent P.F. Didot joven, París, once v. (1770-1781)

- Manuel du naturaliste. Publicó l'Imprimerie Royale, 62 p. (1771)

- Sur la formation des jardins Dorez, Paris, 104 p. (1775)

- Le Porte-feuille des enfans, mélange intéressant d'animaux, fruits, fleurs, habillemens, plans, cartes et autres objets... Mérigot joven, París, fecha imprecisa, quizás (1784)

- Le Livret du ″Porte-feuille des enfans″, à l'usage des écoles... d'après la loi du 11 germinal an IV impreso de Gueffier, París, año VI – (1797)

- Le Cicerone de Versailles, ou l'Indicateur des curiosités et des établissemens de cette ville... J.-P. Jacob, Versalles, año XII — 1804, reeditado y aumentado en (1815)

### Fuente
- Adrien Davy de Virville (dir.) 1955. Historia de la botánica en Francia. SEDES (París) : 394 p.